# Vassílievka (Kursk)
|  | Per a altres significats, vegeu «Vassílievka». |

Vassílievka (en rus: Васильевка) és un poble de l'óblast de Kursk, a Rússia, que en el cens del 2010 tenia 41 habitants. Pertany al districte de Kastórnoie.